# Philipp Schöpke
Philipp Schöpke, né en 1921 à Erlach et mort en 1998 à Klosterneuburg, près de Vienne, est un dessinateur d'art brut autrichien.

## Biographie
Philipp Schöpke suit une brève scolarité pendant quatre ans. Devenu ouvrier agricole, il est considéré comme un idiot par ses camarades. En 1941, il s'enrôle dans l’armée allemande mais est rapidement jugé inapte au service. Diagnostiqué maniaco-dépressif, il est placé en clinique psychiatrique. Il en sort en 1944 et travaille quelque temps dans une fonderie et sur des chantiers avant d’être définitivement interné en 1956. Il est traité par diverses institutions puis est admis à l’hôpital psychiatrique Maria Gugging de Klosterneuburg, près de Vienne. C'est là que dans les années 1960, il commence à dessiner. En 1981, il intègre la maison des artistes de Gugging.
Les dessins de Philipp Schöpke, réalisés au crayon sur papier, représentent des personnages, souvent humains, parfois animaux, aux corps rachitiques et aux têtes disproportionnées. Presque transparents, leurs organes intérieurs et génitaux sont parfaitement visibles. Il signe toujours ses dessins et, dans la plupart des cas, indique le nom de la personne dessinée ou son sexe et son âge.